# Ana Amorim
Ana Carolina Amorim Taleska (n. 1 aprilie 1983, în Blumenau, Santa Catarina) este o jucătoare de handbal din Brazilia care s-a aflat cel mai recent sub contract cu clubul maghiar Alcoa FKC.
Ana Amorim este sora mai mare a interului Eduarda Amorim. Ea a participat la Jocurile Olimpice de vară din 2004, de la Atena, unde naționala Braziliei s-a clasat a șaptea. La acea vreme, Amorim juca pentru clubul macedonean Kometal Skopje.